# Lutz Schweigel
Lutz Schweigel (* 1972 in Naumburg) ist ein deutscher Fernsehdarsteller.

## Leben und Karriere
Lutz Schweigel stammt aus Naumburg. Er besuchte dort die Juri-Gagarin-Schule. In seiner Jugend spielte er in den Jugendteams des Dynamo Naumburg als Rückraumspieler Handball. Dann machte er eine Ausbildung zum Zentralheizungs- und Lüftungsmonteur in den Leunawerken. Schweigel absolvierte eine Ausbildung zum Fitnesstrainer und arbeitete als Personal Trainer. 2007 beendete er mit Auszeichnung seine Weiterbildung IHK-Fitness-Fachwirt. Von 1997 bis 2000 arbeitete Schweigel zeitweise als Türsteher und Stripper seiner eigenen Agentur in Naumburg und Umgebung.
Schweigel kam als Laiendarsteller zum Fernsehen. Seit 2011 ist er in der Reality-Seifenoper Berlin – Tag & Nacht zu sehen, in der er die Rolle des „Joe Möller“ spielt. An seine Rolle bei Berlin Tag & Nacht kam er über die Serie X-Diaries, bei der er als „Joe“ auftrat. Schweigel gehört seit 2011 ohne Unterbrechung zur Hauptbesetzung der Serie. Der Boxtrainer „Joe“, den Schweigel seit der ersten Folge spielt, gilt als einer der beliebtesten Charaktere in der Serie „Berlin – Tag und Nacht“. In der Serie wird er als „Papa Joe“ bezeichnet, was den fürsorglichen, väterlichen Charakter der Rolle betont. Mit der Rolle des „Papa Joe“ wurde Schweigel allgemein bekannt. Schweigel gehört zu den wenigen „Stars der Serie“, die von Anfang an ohne Unterbrechung in einer Hauptrolle mitwirken.

## Filmografie
- 2005: Das Familiengericht (Fernsehserie)
- 2010: X-Diaries (Fernsehserie)
- seit 2011: Berlin – Tag & Nacht (Fernsehserie)
- 2019: Köln 50667 (1 Folge)